# Hunter-Killer
Pour le film d'action américain, voir Hunter Killer.
Hunter-Killer est une série de comics éditée par Top Cow et publiée en France par Delcourt dans Top Comics. L'histoire est celle d'êtres conçus par manipulation génétique, pourchassant leurs semblables mais aussi d’autres « erreurs » humaines.

## Auteurs
- Scénariste : Mark Waid
- Dessins : Marc Silvestri, Kenneth Rocafort (tomes 3 & 4)
- Couleurs : Steve Firchow

## Développement de l'histoire
Dans le présent, des surhommes vivent parmi les humains. Connus seulement de quelques privilégiés, ces « Ultra Sapiens » sont une race génétiquement différente, obligés de vivre reclus. Ils constituent à eux seuls une armée de destruction massive, et doivent donc être constamment surveillés afin d'assurer la sécurité de la planète. Lorsque l'un de ces surhumains échappe à tout contrôle, risquant de mettre en péril le fragile équilibre du monde, seuls les membres d'un groupe spécialement entraîné à ce genre de mission sont capables de lui faire face et de le ramener dans le droit chemin. Ce sont les Hunter Killers et Samantha Argent en est leur responsable.
Le jeune Ellis Cole est d’abord traqué par le groupe, car il possède dans son génome des informations capitales. Il est en effet le « catalogue ». Il copie, involontairement, les pouvoirs des autres Ultra Sapiens, ce qui permet de les débusquer et de connaître l’étendue de leurs pouvoirs.
Il va en revanche choisir de rejoindre le programme Hunter-Killer pour tenter de donner un sens à ce qu’est devenue son existence. Mais il ne fait pas pour autant confiance aux responsables de ce programme. En effet, ceux-ci ont éliminé ses parents qui ne voulaient à aucun prix (jusqu’à tenter de le tuer !) qu’Ellis ne tombe entre les griffes des Hunter Killers.
Sa survie ne dépend que de sa capacité à détecter qui sont les bons et qui sont les méchants… Et la tâche ne va pas être facile !

## Comment est née l'idée de Hunter Killer?
Cette série est née de la rencontre de deux auteurs.
Marc Silvestri, après son passage sur X-Men, voulait se réinvestir artistiquement, mais de manière durable, cette fois.
C'est ainsi que celui-ci commença à jeter sur le papier les bases de ce qui allait devenir Hunter Killer.
Silvestri, qui admirait depuis longtemps le travail de Mark Waid, prit contact avec lui pour scénariser la série.
Lorsqu'il expose son idée d'histoire à Waid, ce dernier comprend immédiatement le concept et commence à faire ses propositions. Peu à peu, la série s'enrichit, grâce aux idées croisées des auteurs et de l'équipe éditoriale.
Une des originalités de cette série est que le lecteur n'est jamais vraiment sûr du camp (bon ou mauvais) dans lequel se situent les personnages.
Mark Waid le dit lui-même : « [..] Il nous fallait également ménager la surprise pour les lecteurs. Faire en sorte qu'ils ne sachent jamais vraiment qui sont les gentils et les méchants dans cette histoire... Les laisser dans le doute. Et en arriver nous aussi à douter des motivations réelles de ces personnages-là »[réf. nécessaire].

## Albums
(fr)
1. Révélations (2006)
2. Sélection naturelle (2007)
3. Évolution (2007)
4. Cyberforce (2010)

## Collaborateurs
Joe Weems V, Matt Banning, Eric Basaldua, Ryan Winn, Michael Choi, Kenneth Rocafort, Steve Firchow, Blond

## Publication

### Éditeurs
- Delcourt (collection « Contrebande ») : tomes 1 à 3 (première édition des tomes 1 à 3).